# والتر دبليو. وينانز
والتر دبليو. وينانز (بالإنجليزية: Walter W. Winans)‏ هو فيلسوف وكاتب ورسام أمريكي، ولد في 5 أبريل 1852 في سانت بطرسبرغ في روسيا، وتوفي في 12 أغسطس 1920 في منطقة باركينغ وداغنهام في لندن في المملكة المتحدة.

## وصلات خارجية
- والتر دبليو. وينانز على موقع أوليمبيديا (الإنجليزية)